# Норіко-пінцґауерський кінь
Норіко-пінцґауерський кінь або норікер, або пінцґауер —  австрійська порода помірно важких ваговозів. Норікер вважається корінним жителем центрального альпійського регіону Європи, та, імовірно, походить від області навколо найвищої гори Австрії, Ґроссґлокнера. Колись цей регіон тисячоліттями був відомий як римська провінція Норик аж до 16-го століття, саме тому наприкінці 19-го століття тогочасну назву пінцґауерського коня було змінено на давнішу, норікер. 
Всюдихід Pinzgauer High Mobility Terrain Vehicle отримав свою назву від цієї породи коней.

## Характеристики породи

### Проміри
Норікер — помірно важкий гірський упряжний кінь з низьким центром ваги, впевненою ходою та хорошим почуттям рівноваги. Висота в холці становить від 158 до 163 см (15,2 і 16,0 хендів). Голова повинна бути сухою, типовою і виражати характеристики ваговоза. Шия сильна з помітною мускулатурою. Плече має бути довгим і правильно розташованим. Ширина грудей широка і глибока, круп дуже мускулистий. Особлива увага приділяється правильному положенню недовгих ніг, які мають міцні суглоби і незначну шерстистість. Окружність ніг кобил має становити від 22 до 25 сантиметрів (8,7-9,8 дюйма).

### Масть
Масть у норікерів різноманітна, окрім усіх базових (гніда, ворона, руда) і їх можливого спектру відтінків, надзвичайно виражені та поширені чубара та чала, і деколи ряба масть. Така палітра є надзвичайною рідкістю як для ваговозів, так і більшості верхових коней. В породі намагаються не допускати змішування мастей між собою, а тому комбінації чало-чубарих, чубаро-рябих та інших доволі рідкісні, частіше це проста комбінація з базовою мастю: вороно-чубара, вороно-чала, гнідо-чубара, гнідо-чала, або ж базова масть різного відтінку - світлого чи темного гнідої, ігреневого, бурого чи темного рудої. Сіра масть є під забороною в цій породі.

Зовнішній вигляд норіко-пінцґауерського коня
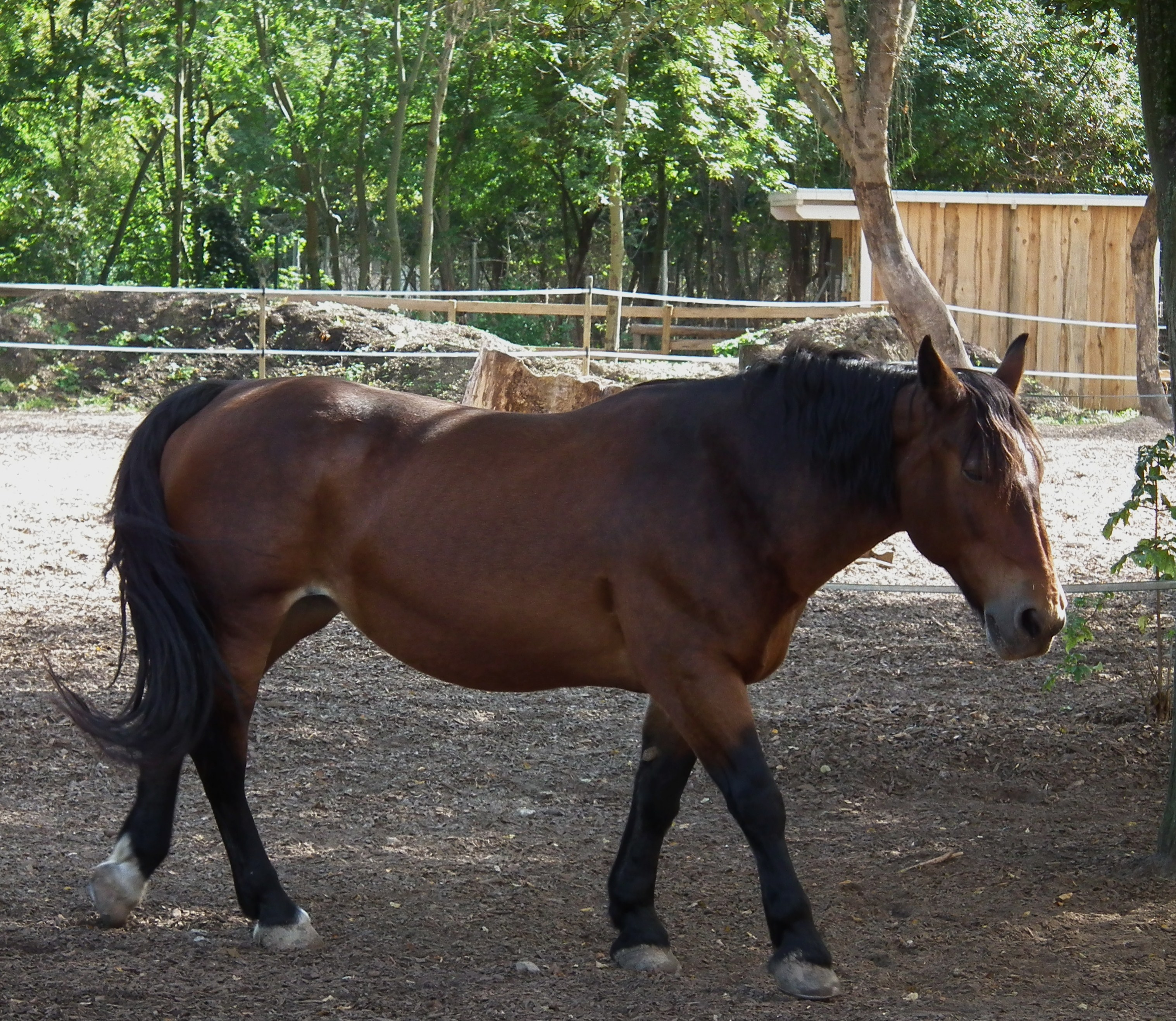
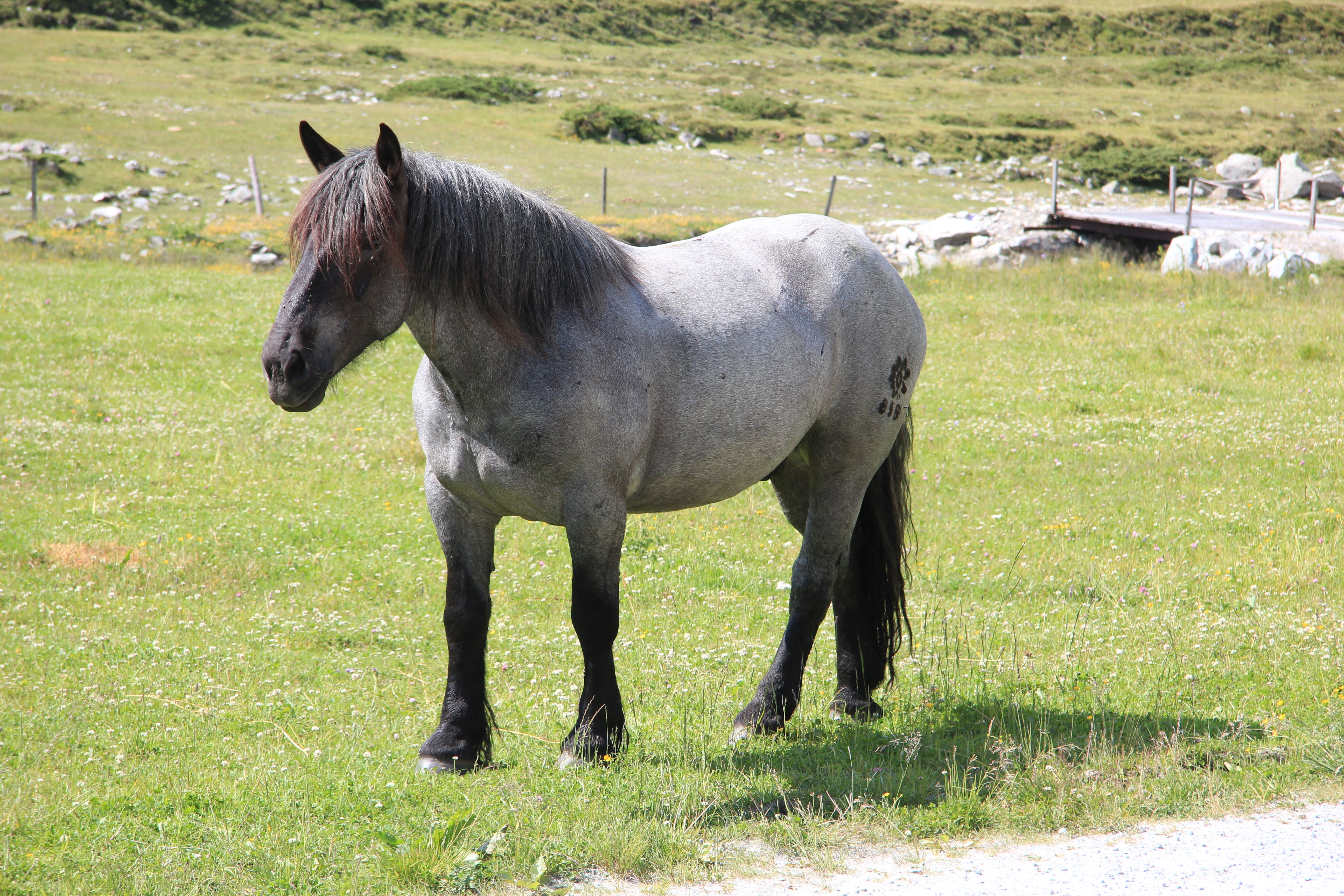
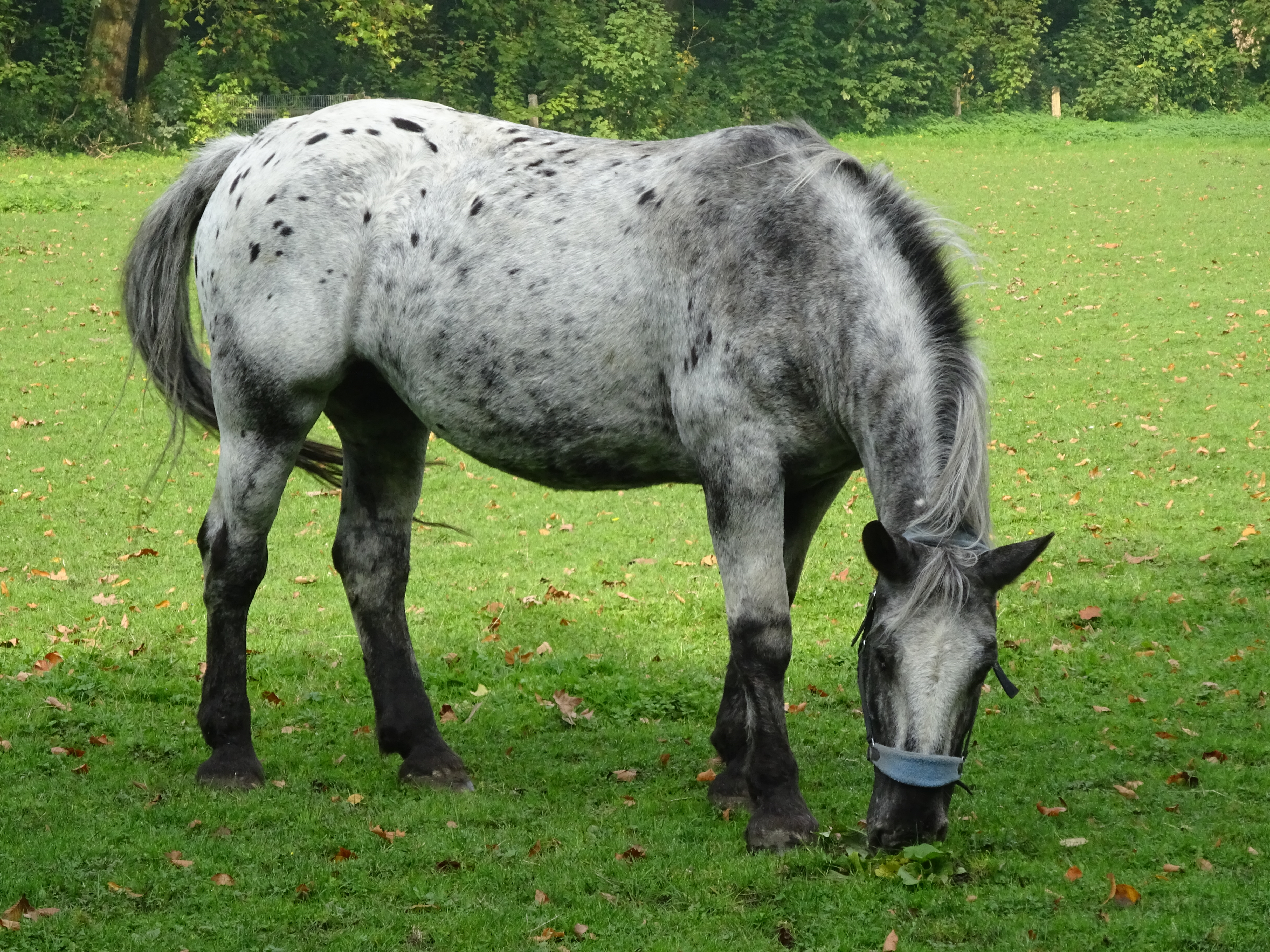
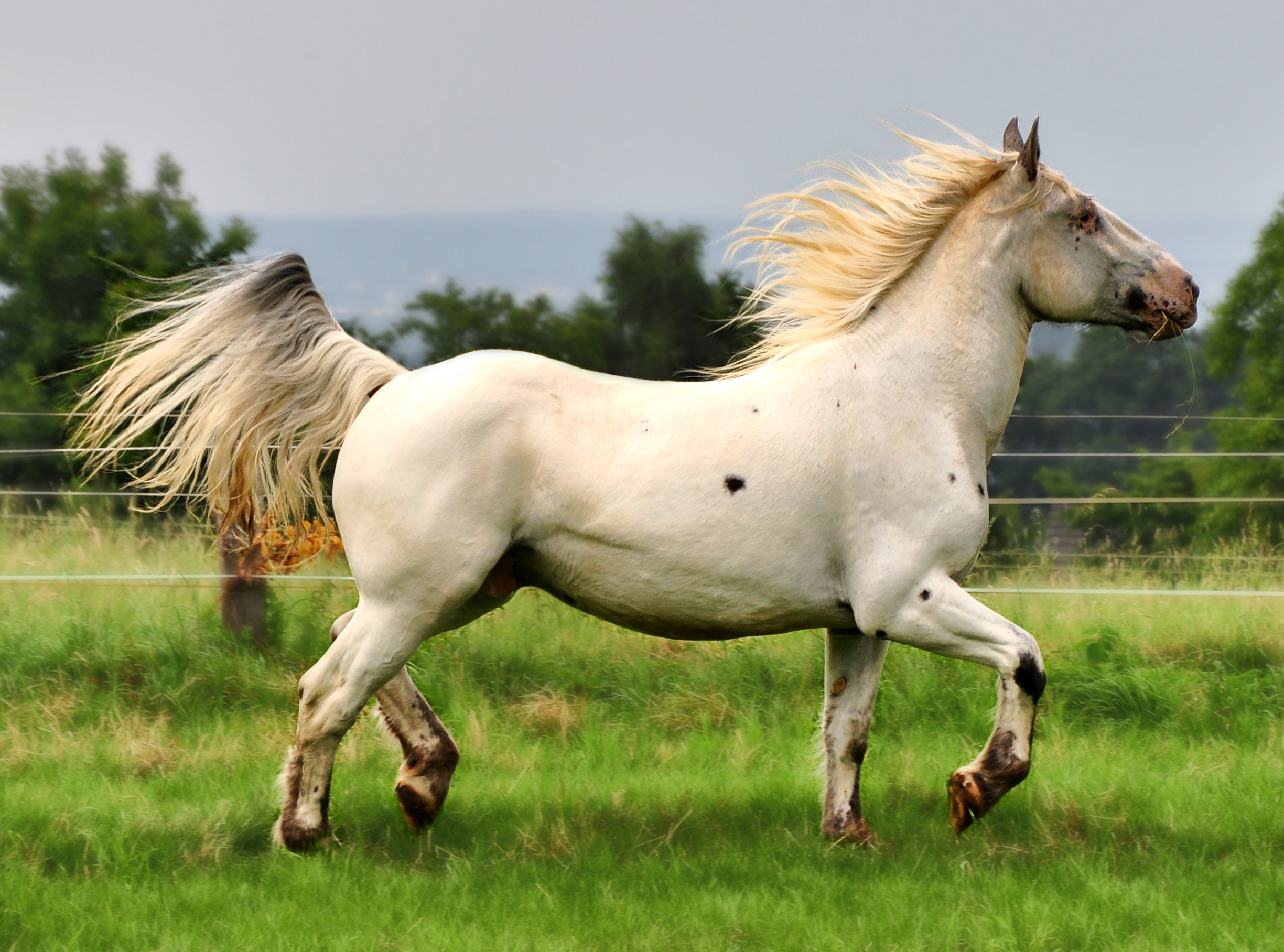
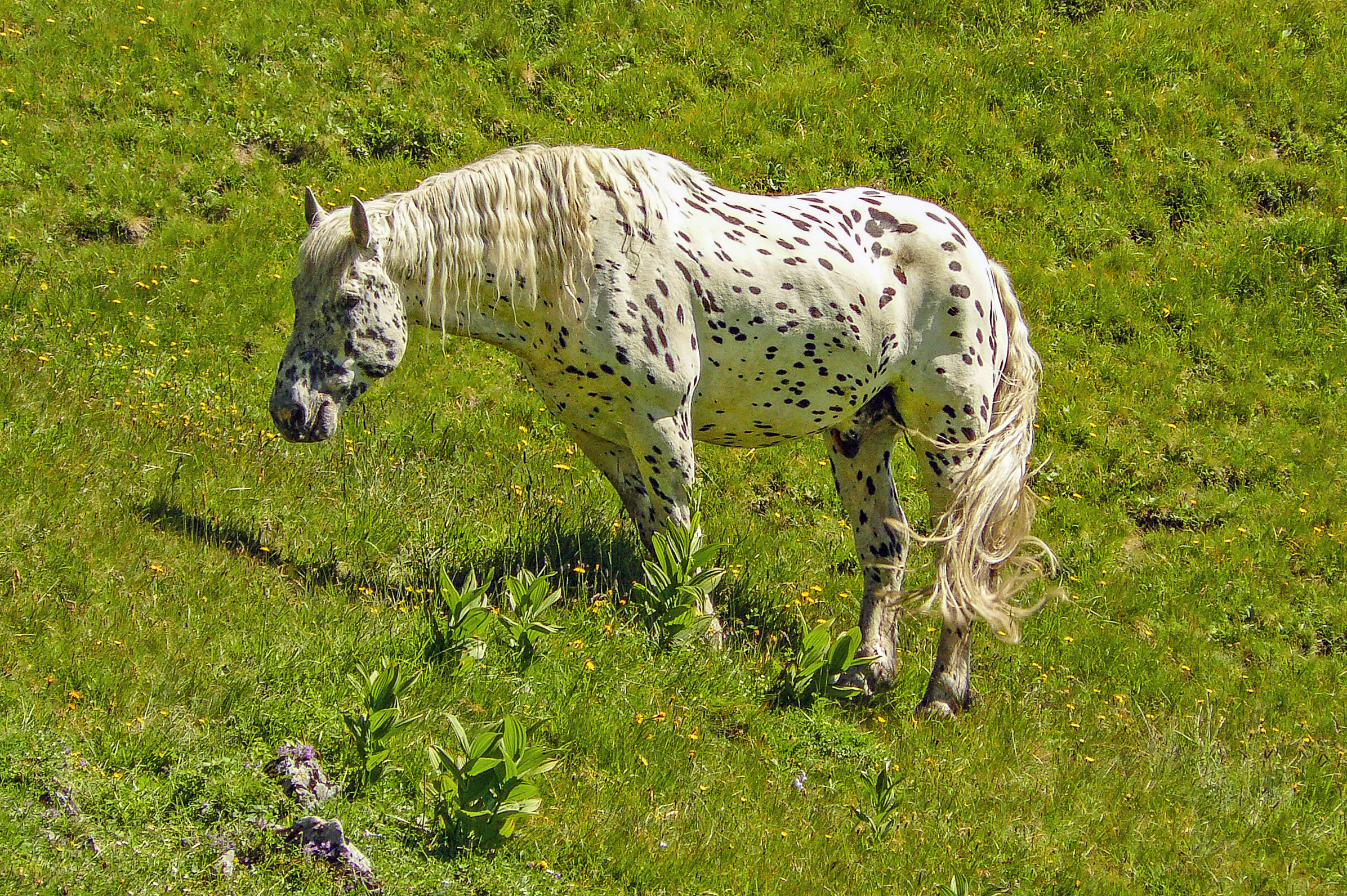
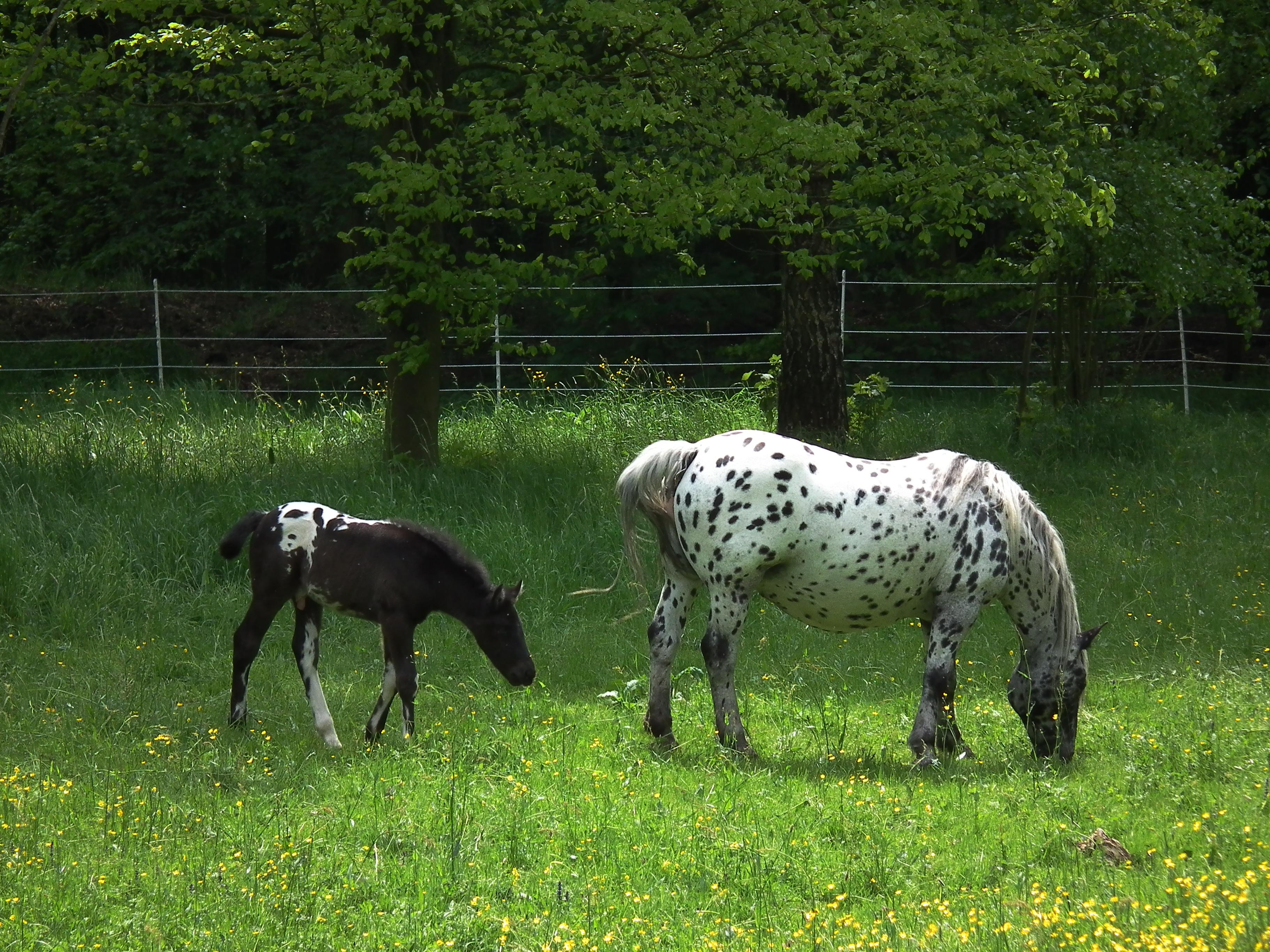
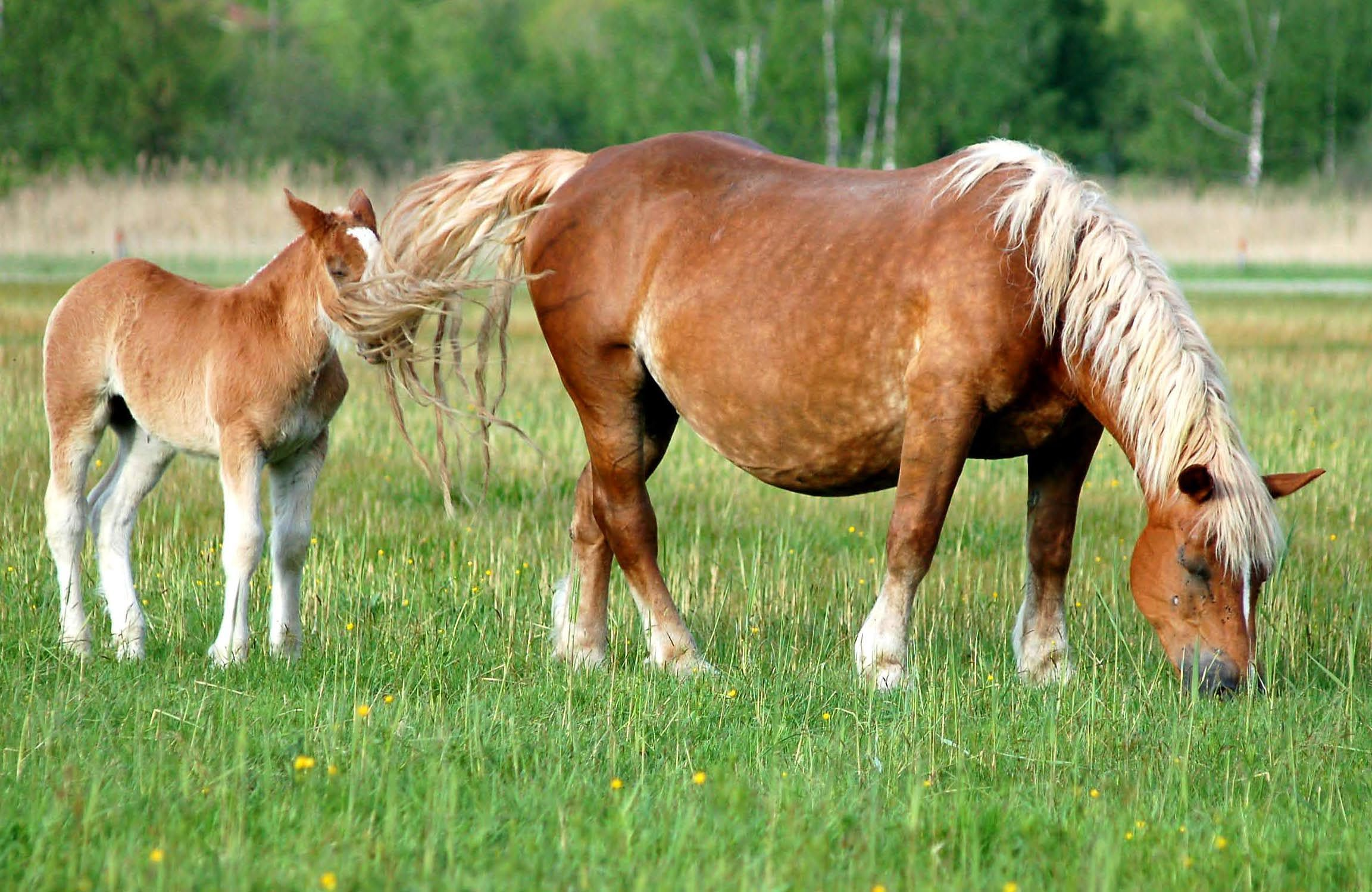
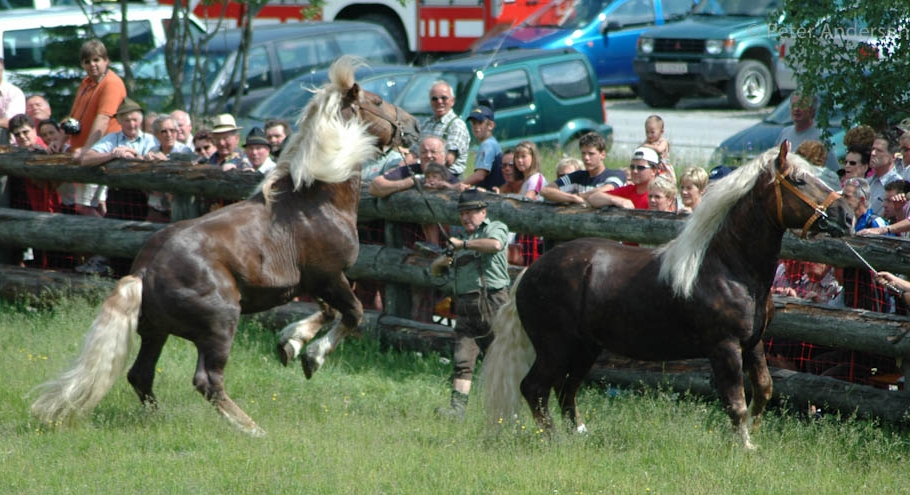
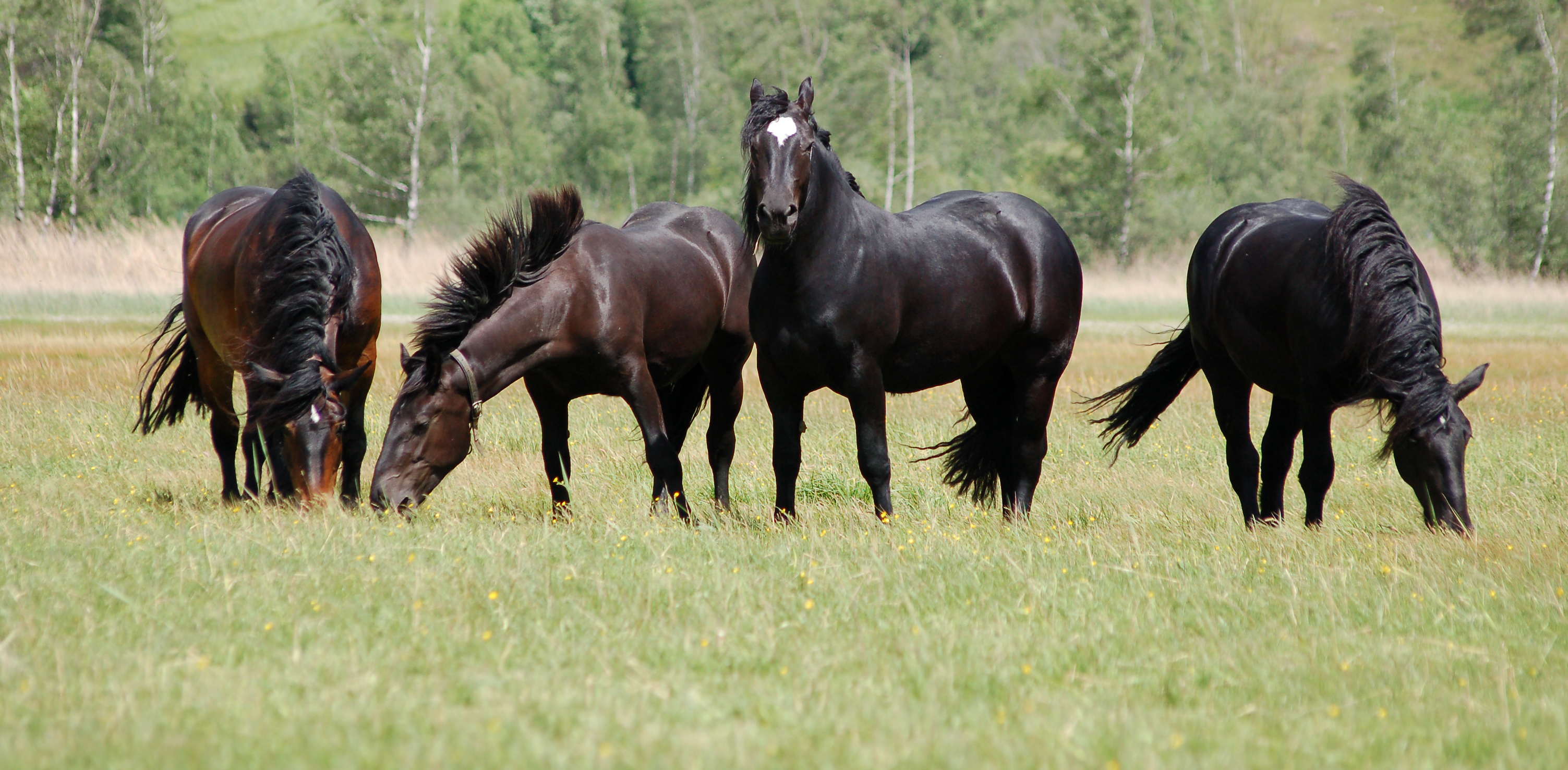
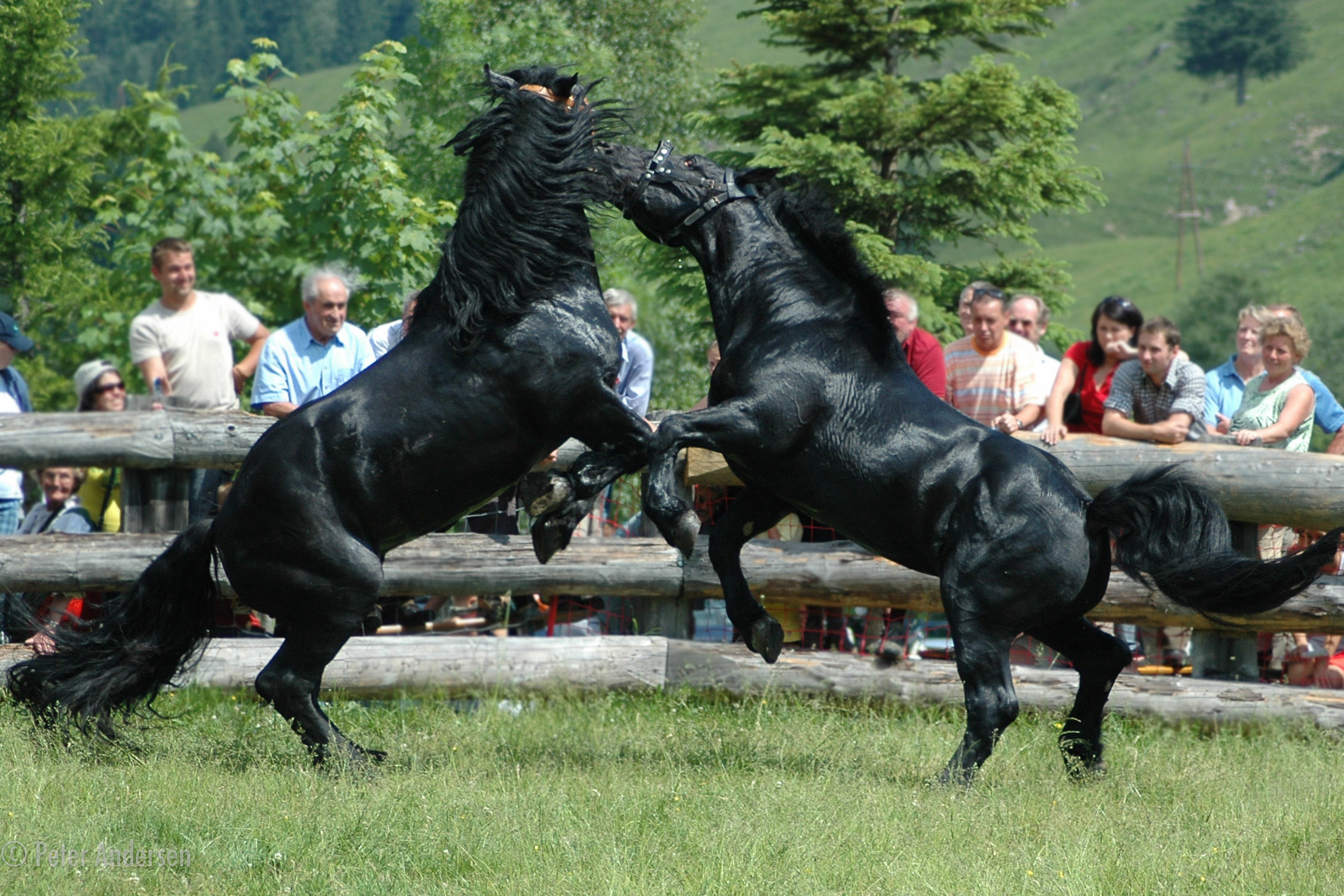
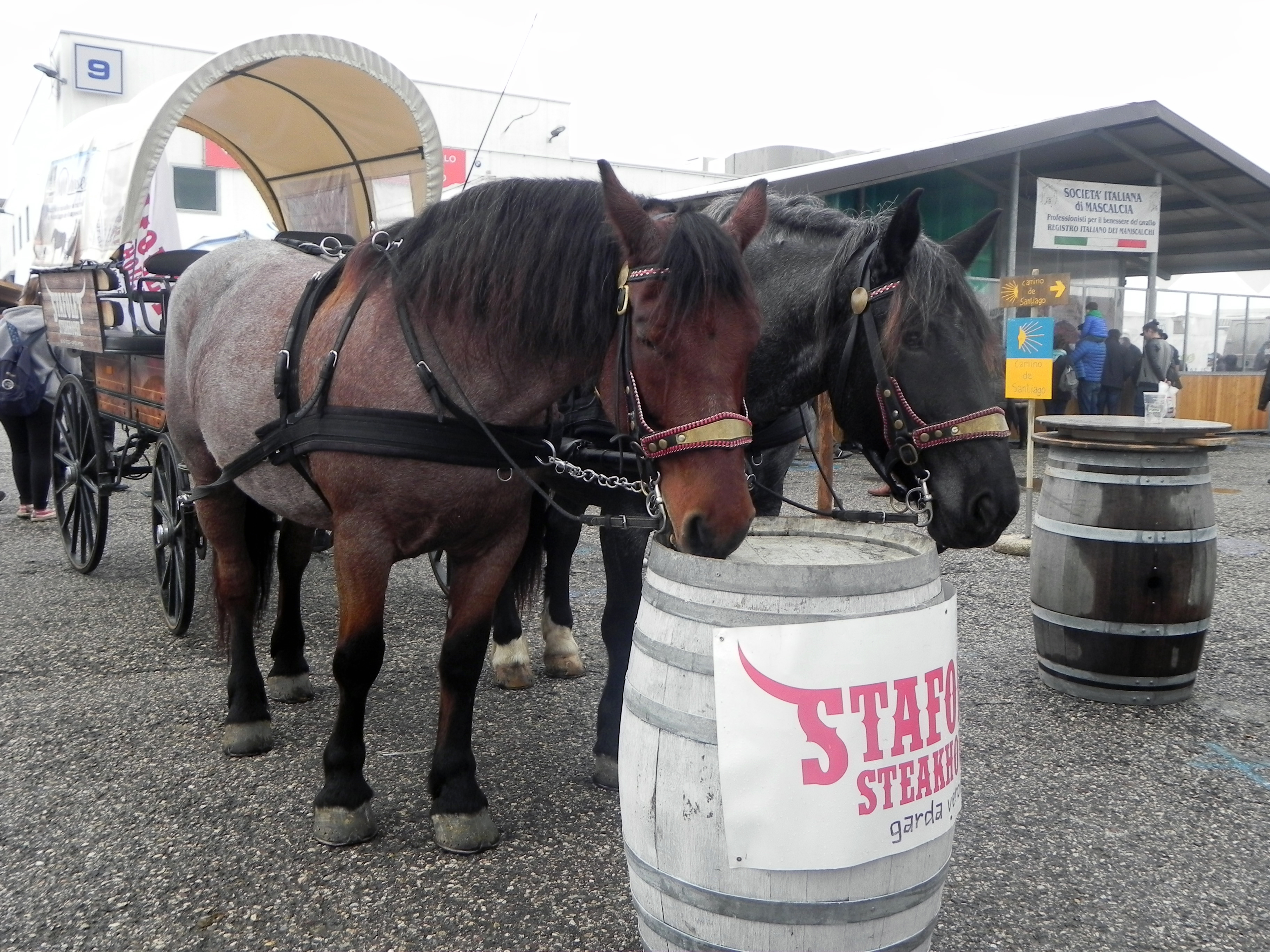
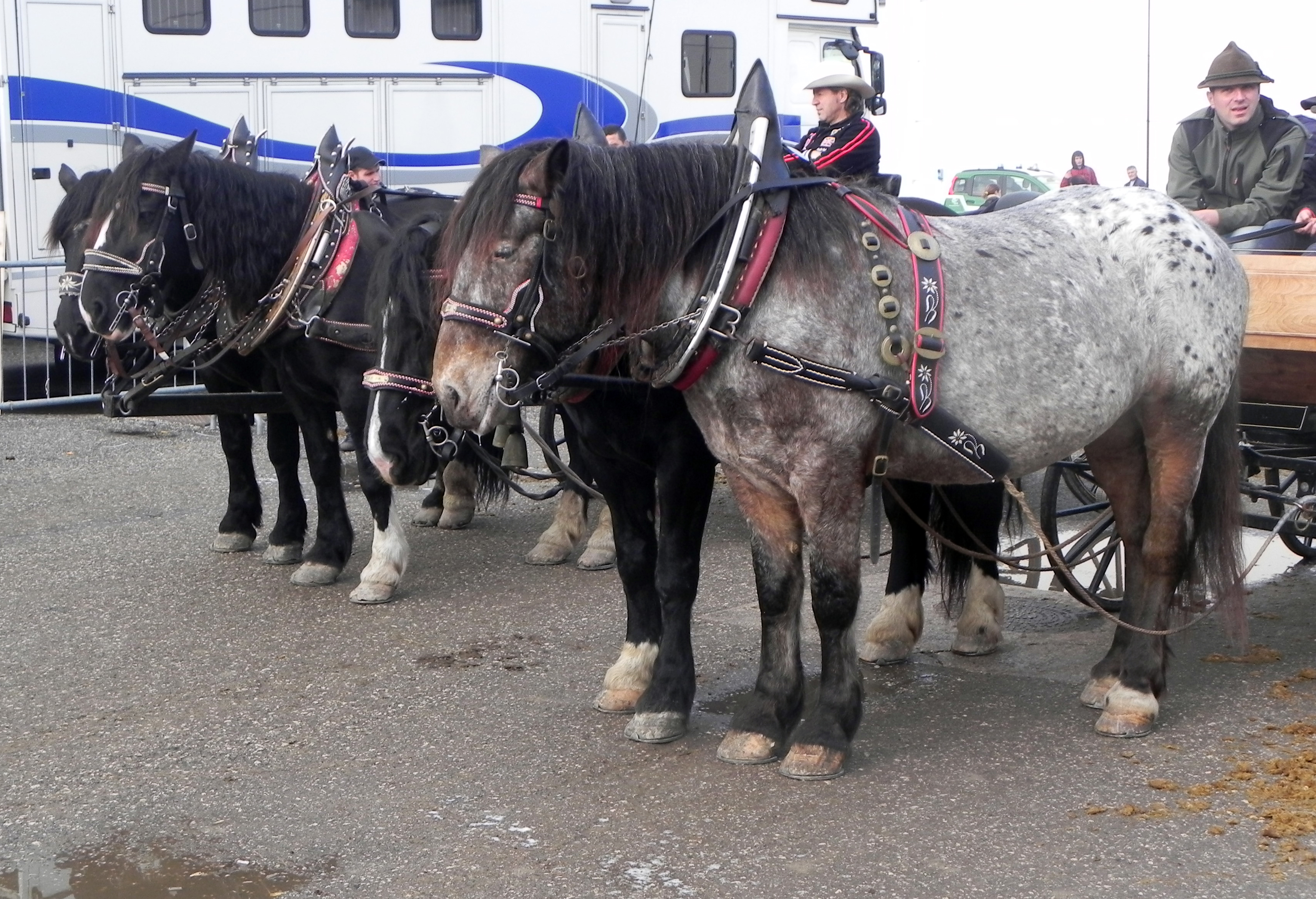

### Особливості
Порода відігравала важливу роль у транспортуванні товарів через Альпи, перевозячи сіль, золото та кельтське залізо із Зальцбурга до Італії, а на зворотному шляху доставляючи назад вино та прянощі. Це використання призвело до розвитку потужного, витривалого, широкогрудого і міцного тяглового коня як пристосування до альпійської місцевості. Використання коней породи норікер в сільському господарстві почалося набагато пізніше, в період індустріалізації в 20 столітті.

Основні сфери застосування
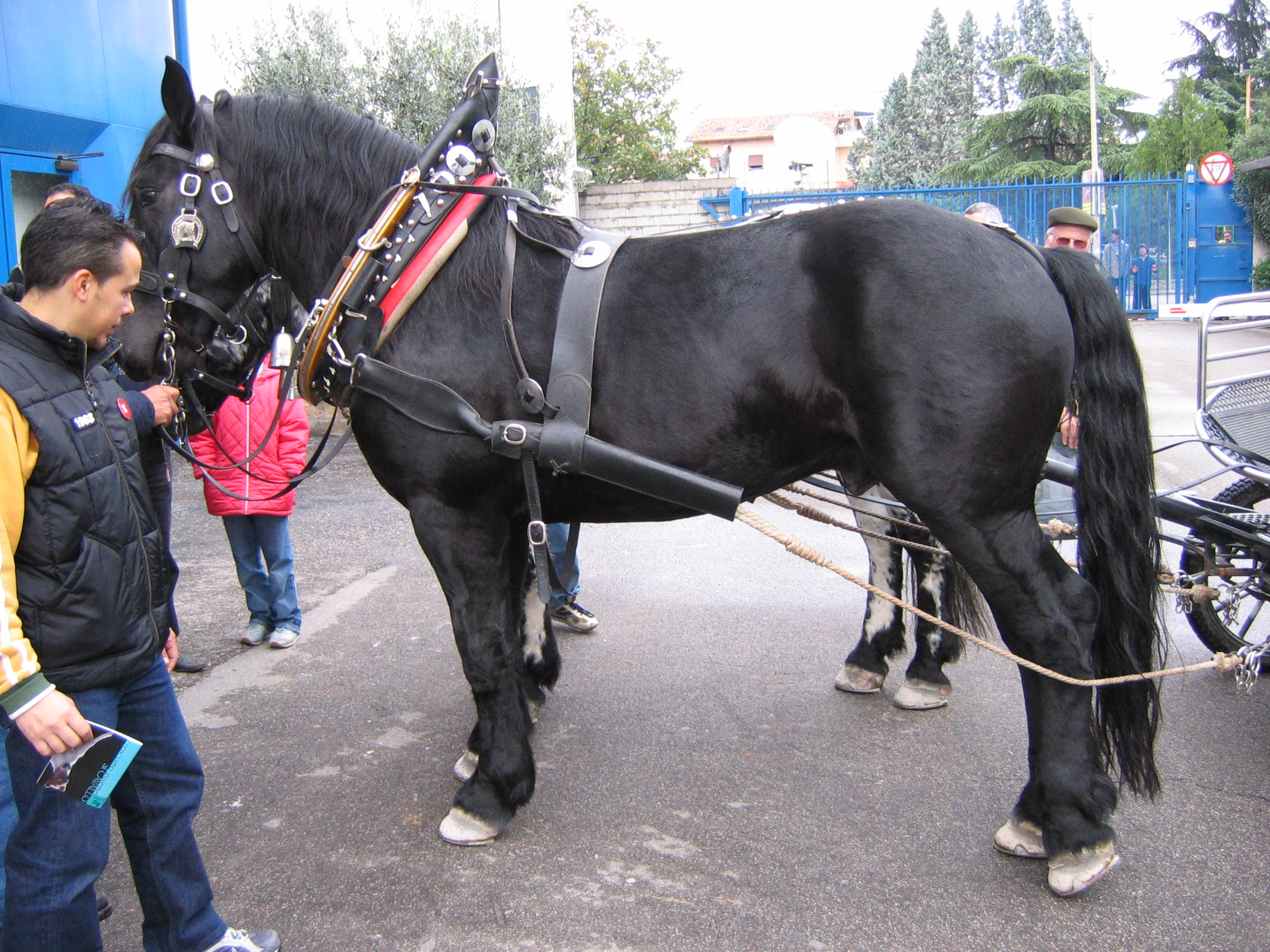
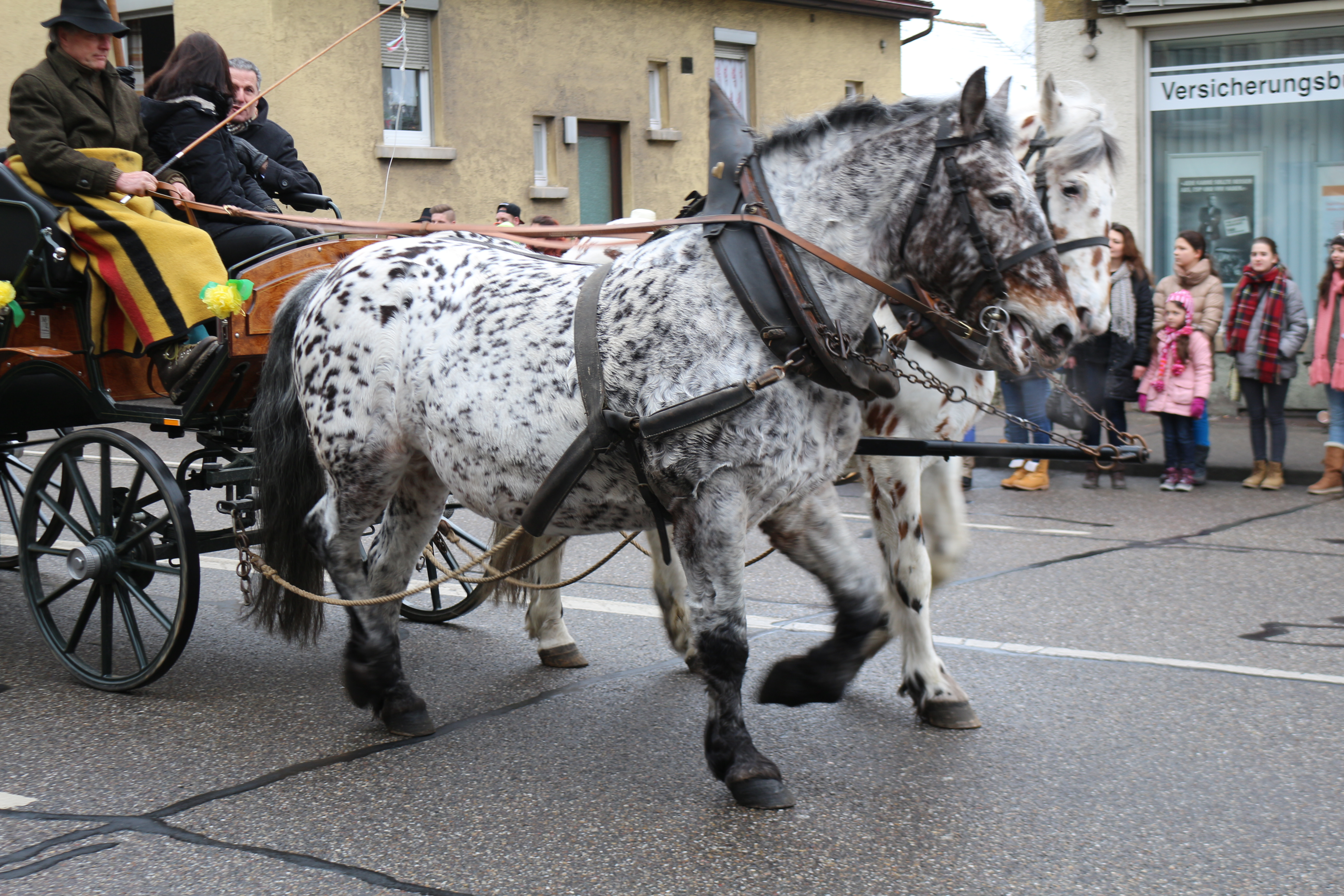
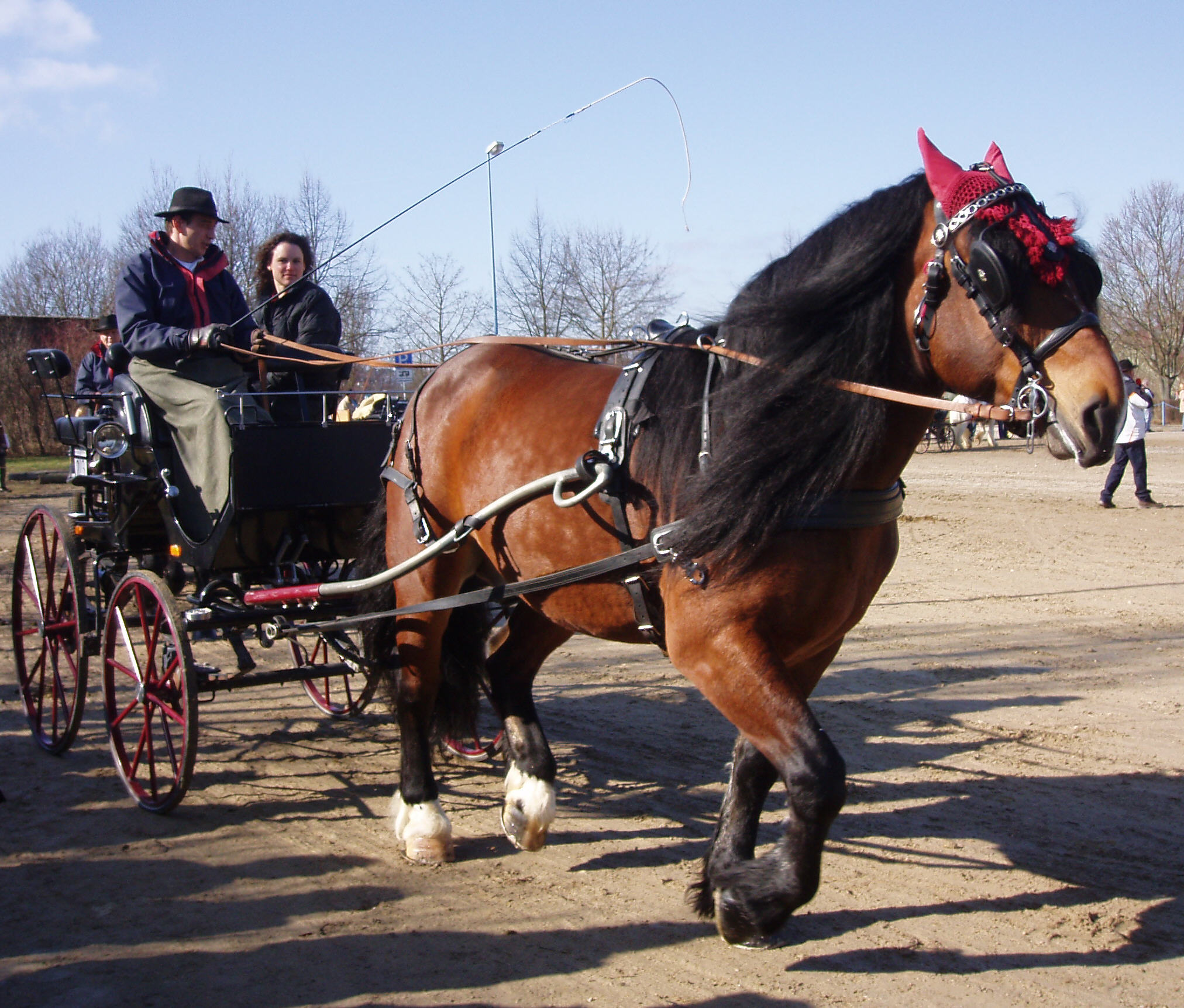
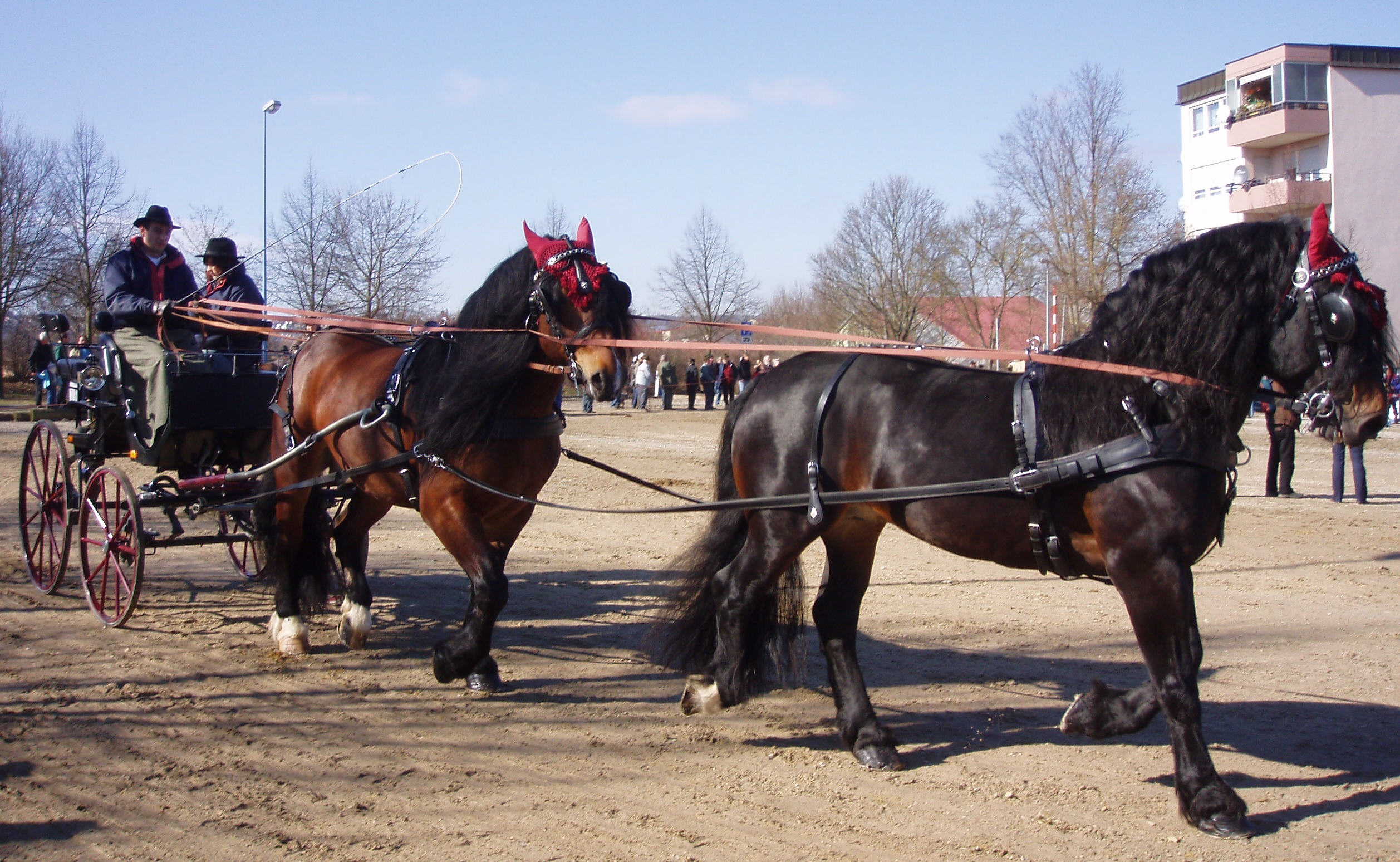
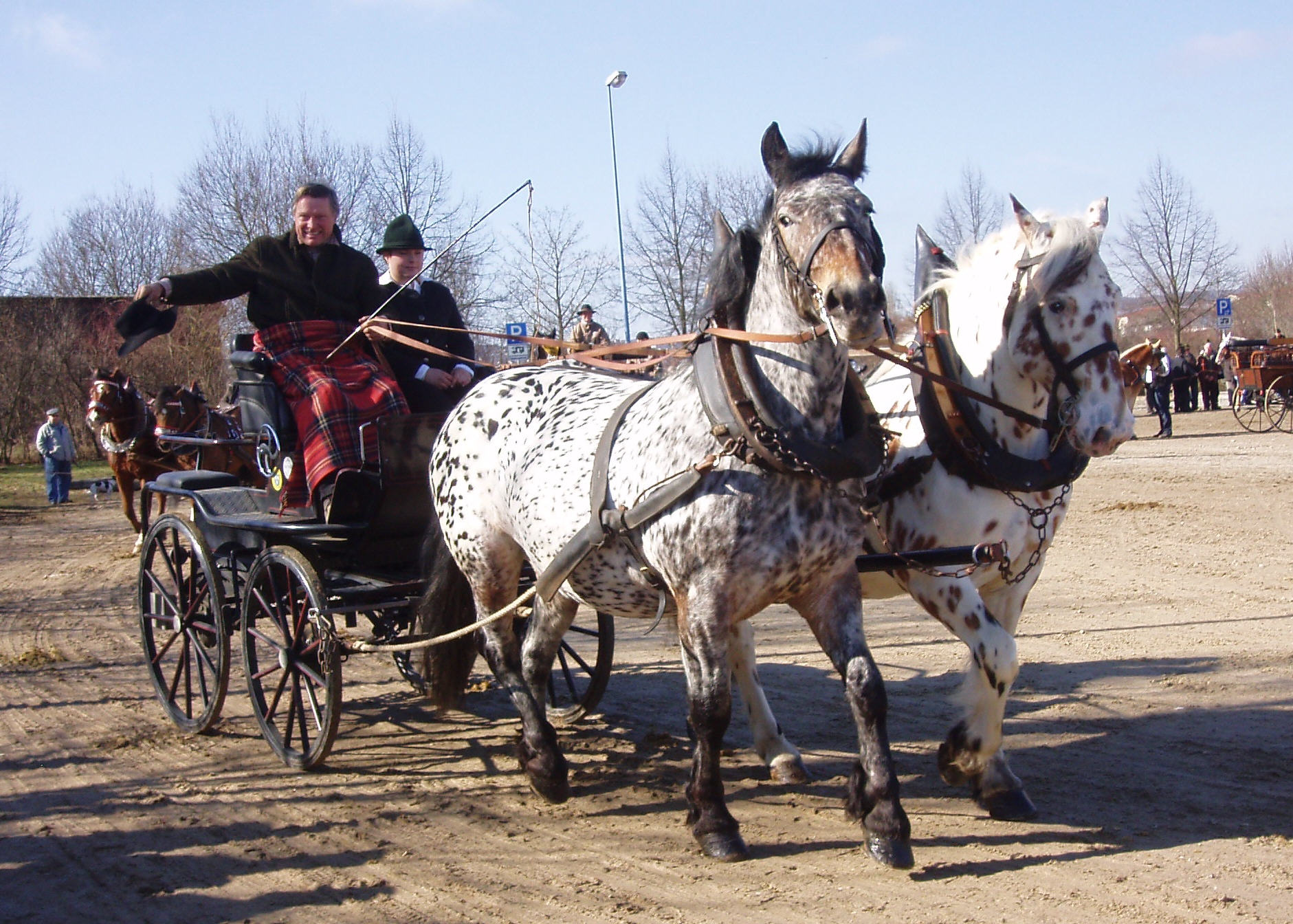
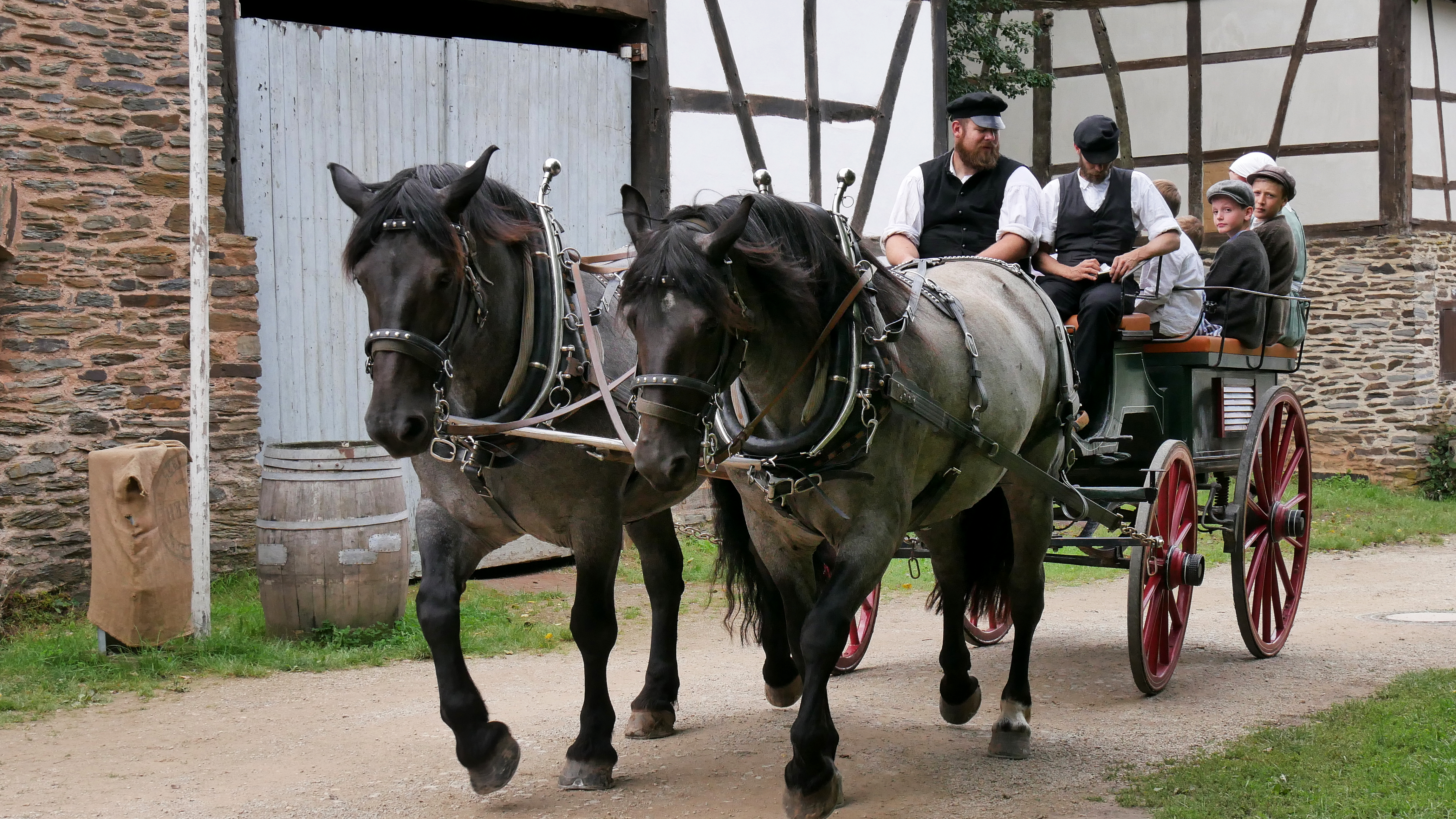
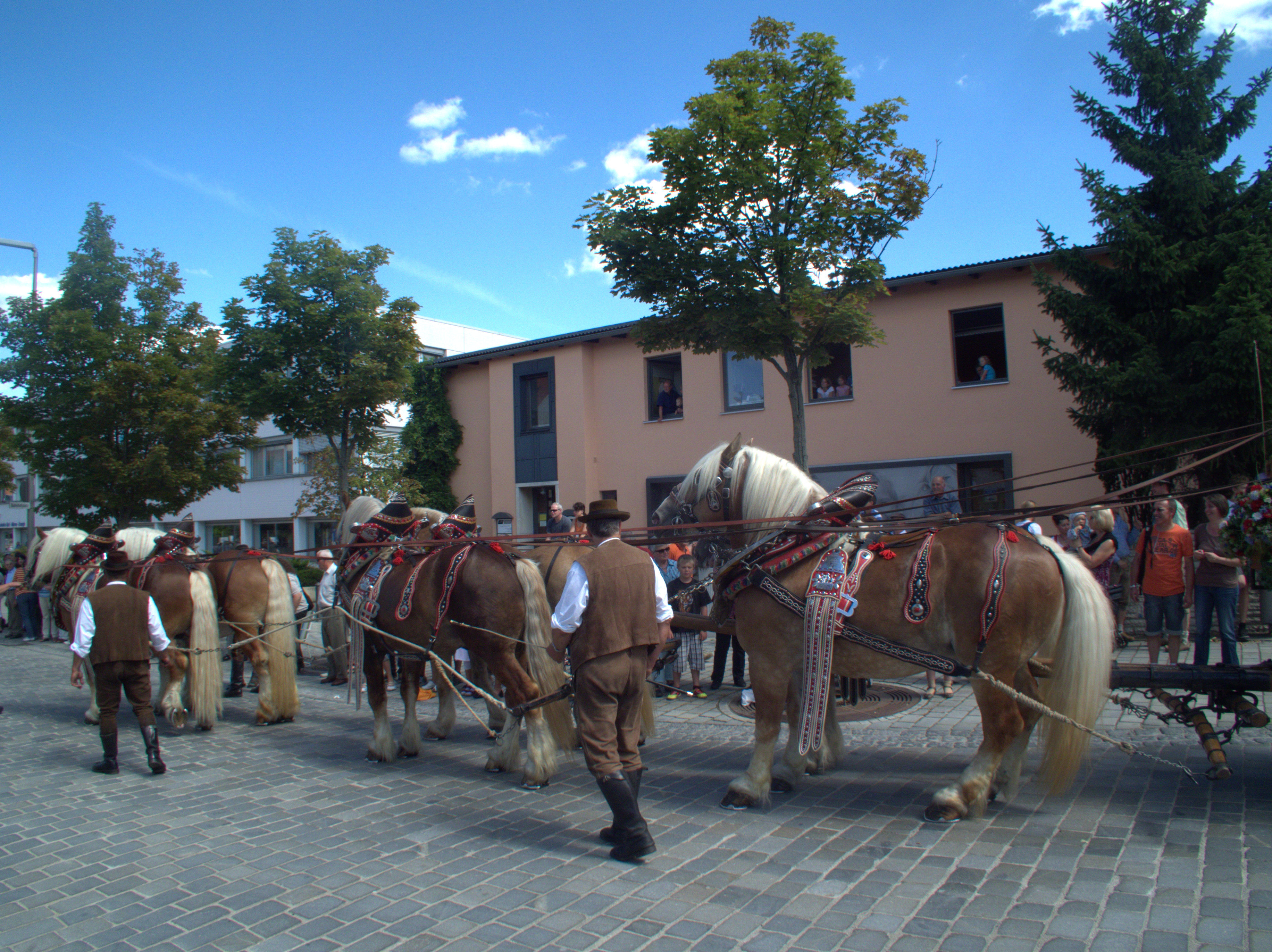
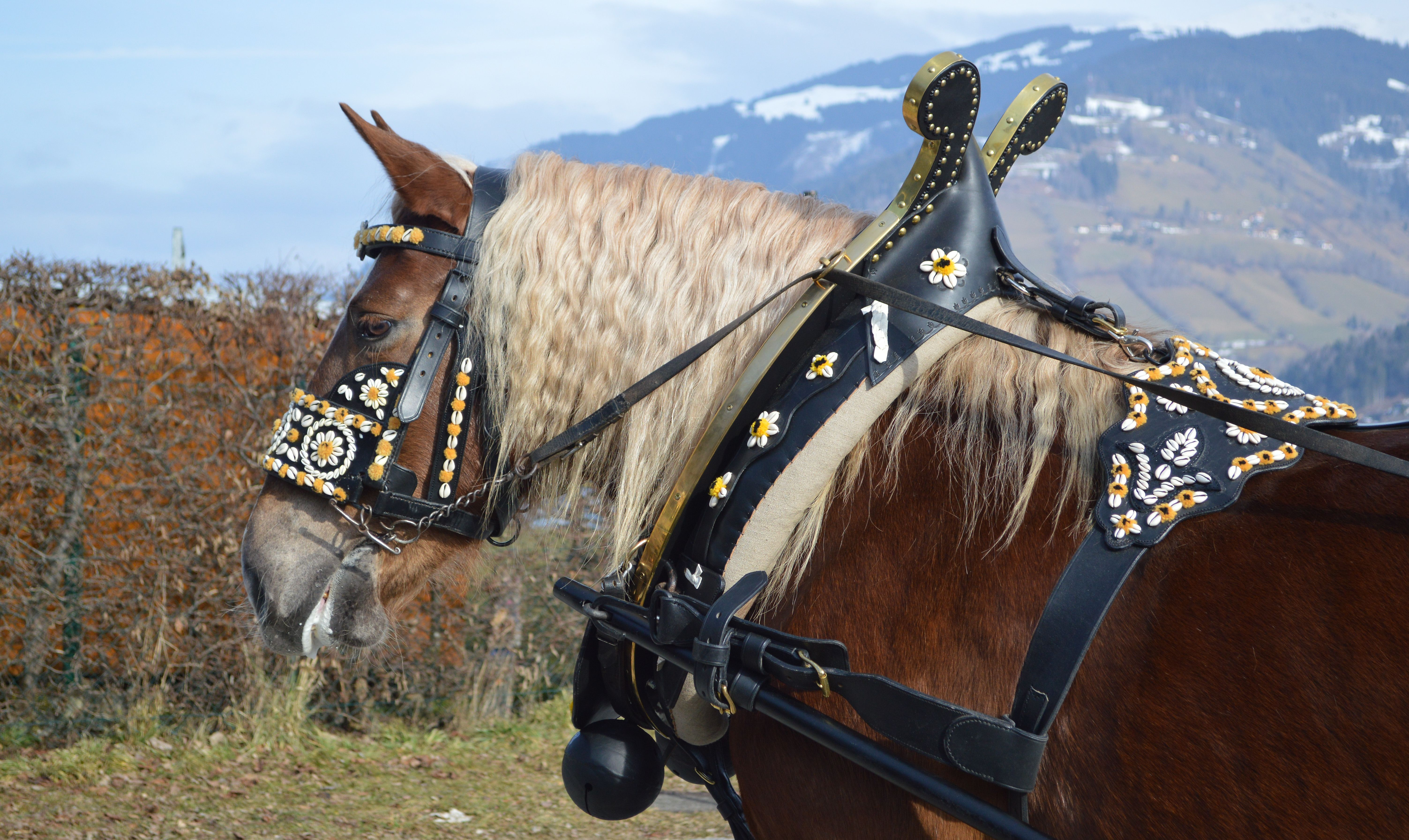
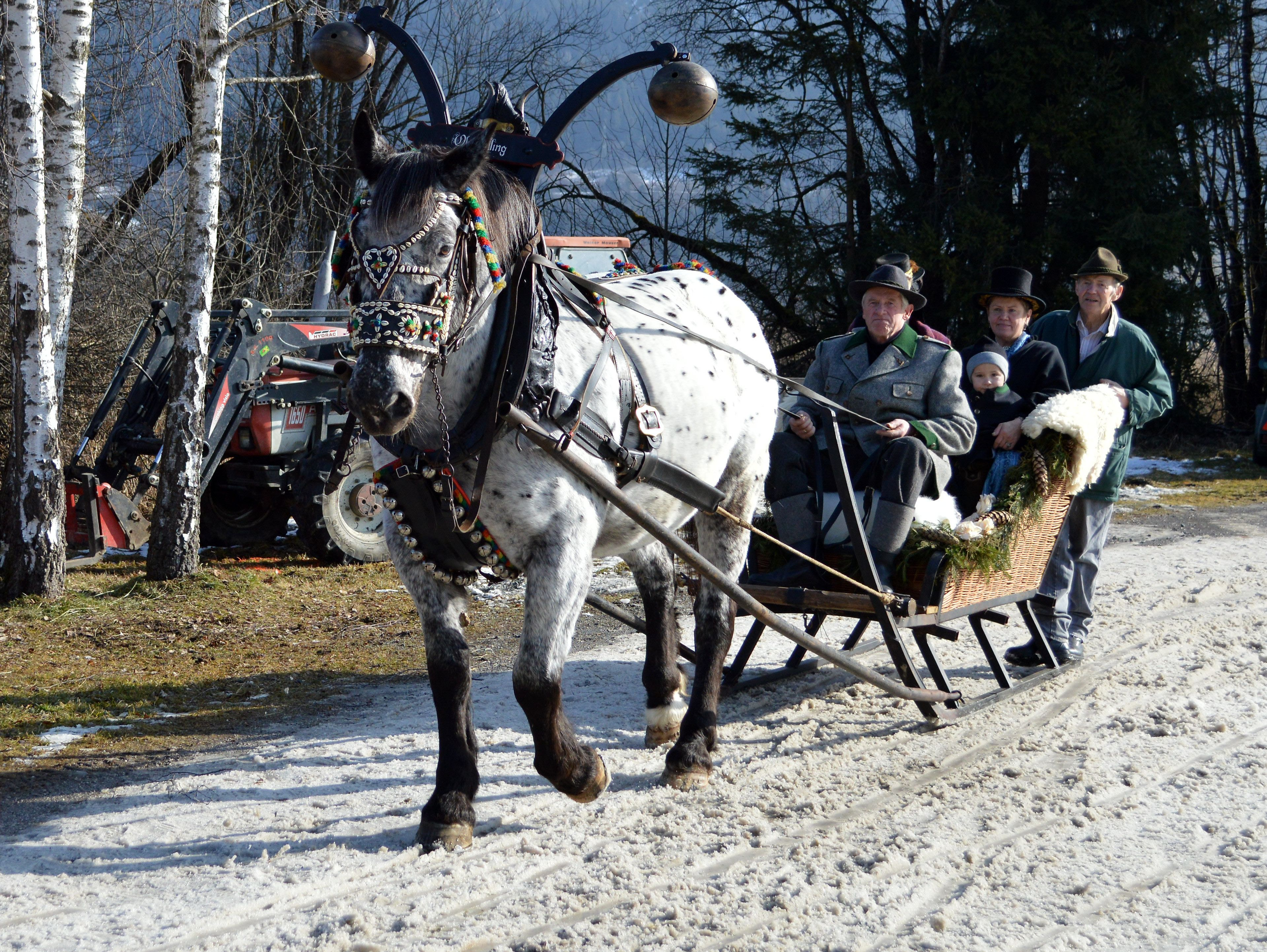
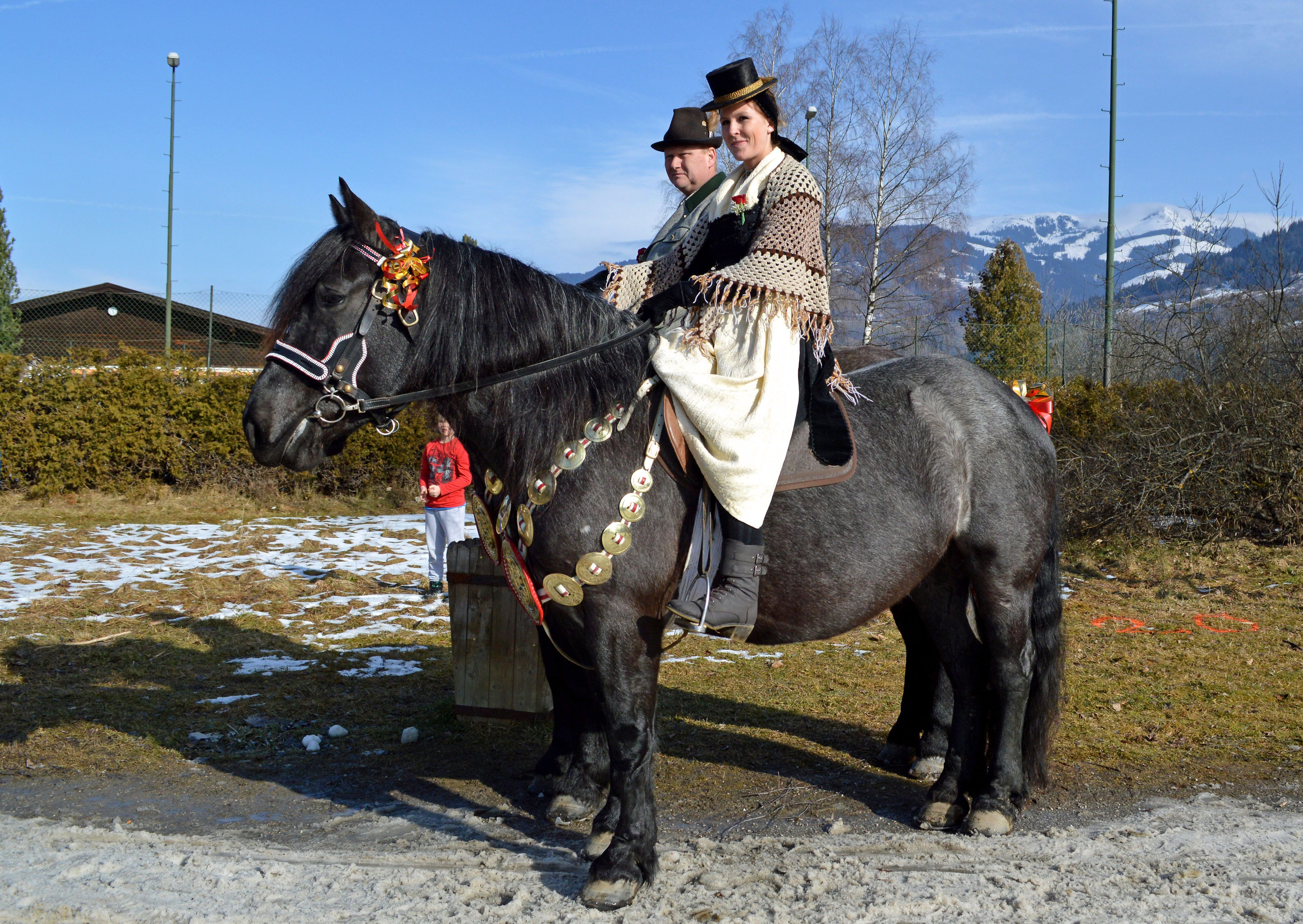
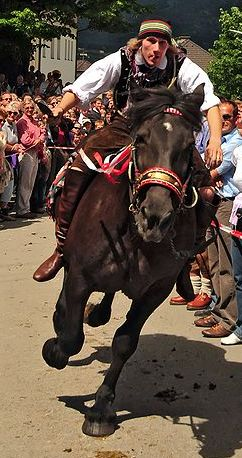
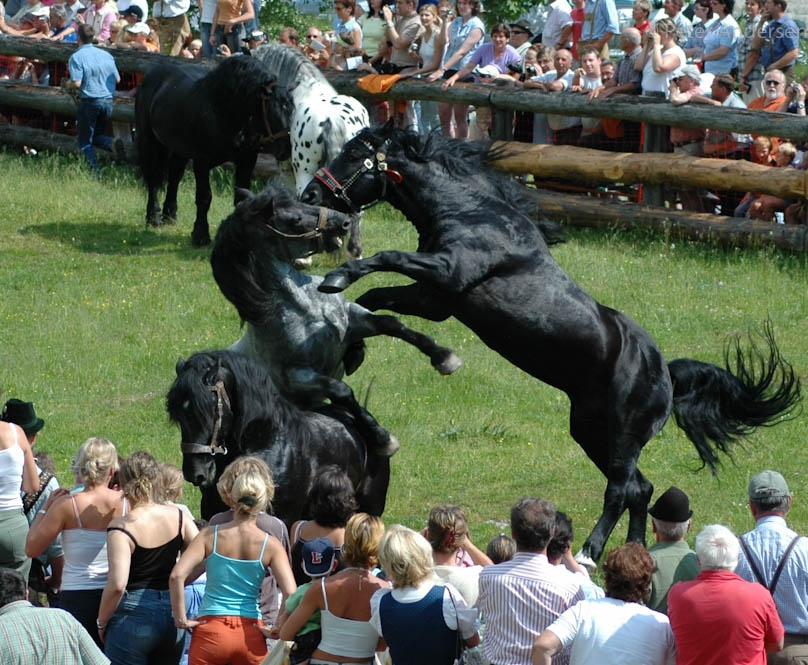

## Історія
До кінця 19-го століття коні норікер були важливою ланкою в торгівлі між Центральною Європою та Адріатикою. На дуже ранньому етапі розведення норіко-пінцґауерів коні бароко відігравали важливу роль в становленні породи. Із заснуванням кінного заводу Ріф поблизу Зальцбурга в 1565 році розпочався етап вдосконалення неаполітанськими та іберійськими жеребцями, які мали свій вплив на норікерських коней до 1806 року. Аж до сьогоднішнього дня цей вплив помітний у конформації коней: римський профіль голови з потужною і компактною лінією верху, густими довгими гривами і хвостами. Вплив бароко також помітний у палітрі мастей, з великою кількістю вороних коней, а також вороно-чалих, які називаються mohrenkopf безпосередньо посилаючись на італійський вислів testa di moro або capo moro, що означає «темна голова» або «маврова (темна) голова». Крім Mohrenköpfen, леопардове плямисте забарвлення шерсті відоме нам під чубарою мастю, назване тигровим (що відображає лінгвістичну відсутність різниці між «тигровими» і «леопардовими» котами), також є активною метою розведення породи, що є незвичайним для майже всіх інших європейських порід коней.
У 1903 році племінну книгу було закрито, з тих пір в породі дотримуються чистоти кровних зв'язків. Роки між двома світовими війнами припали на пік популярності пінцґауерів, і популяція постійно зростала. Однак після Другої світової війни механізація почала переважати, хоча в бідніших гірських регіонах Австрії машини були недоступні, тому коні в Альпах продовжували бути частиною повсякденного життя приблизно до 1968 року, коли популяція норікерських коней була на своєму задокументованому піку, 34 510 голів, і поступово почала знижуватися.
Кінець 1970-х років назвали кризою конярства в Європі, і протягом приблизно двадцяти років 80% норікеро-пінцґауерські коні зникли, факт, який був безпосередньо пов’язаний із третьою хвилею механізації. До 1985 року вижило лише 6996 коней породи норікер. Хоча сьогодні багато тяглових порід коней у Європі знаходяться під загрозою зникнення, норікер певною мірою відновився, і наразі близько 10 000 коней норікерів живуть у сільській місцевості Австрії. Норікер також розводять в Італії, переважно в долині Пустер і п'яти долинах Ладін,  районах, які раніше входили до Австро-Угорщини. Відома під назвою Норіко-Пінцгауер це одна з п’ятнадцяти місцевих порід коней «обмеженого поширення», визнаних AIA, італійською асоціацією заводчиків , яка також публікує італійський стандарт породи. 

Пінцґауери в історії
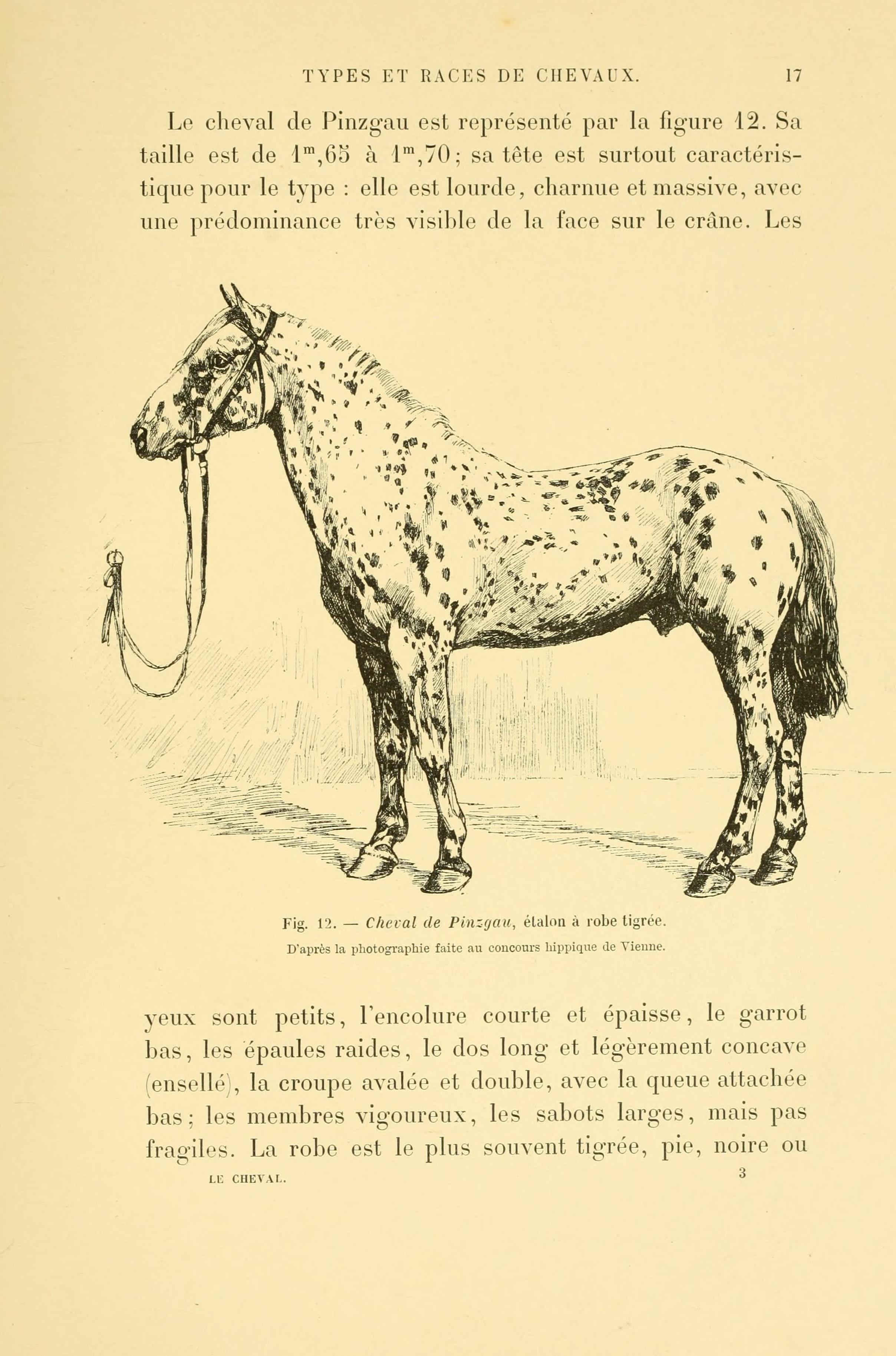
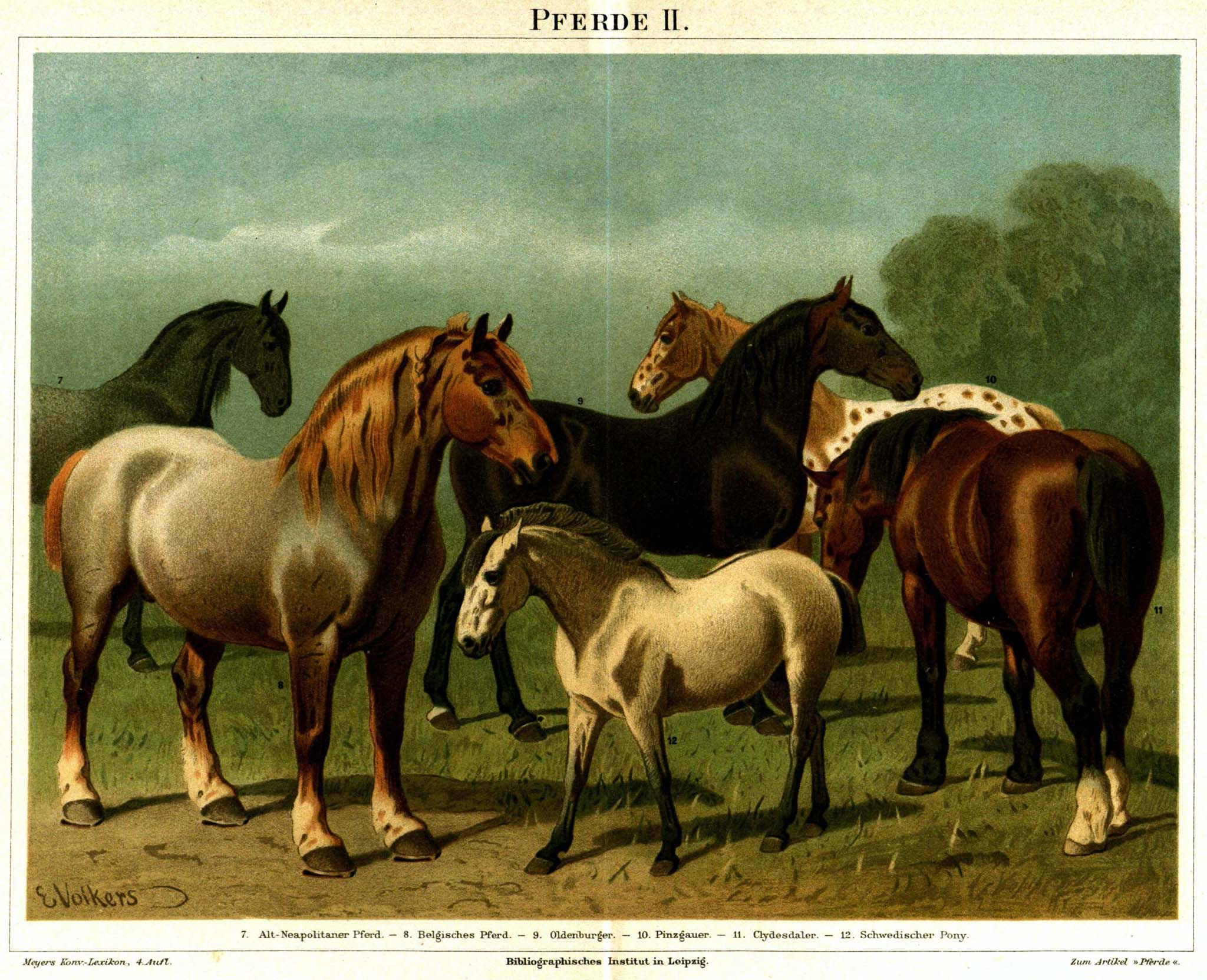
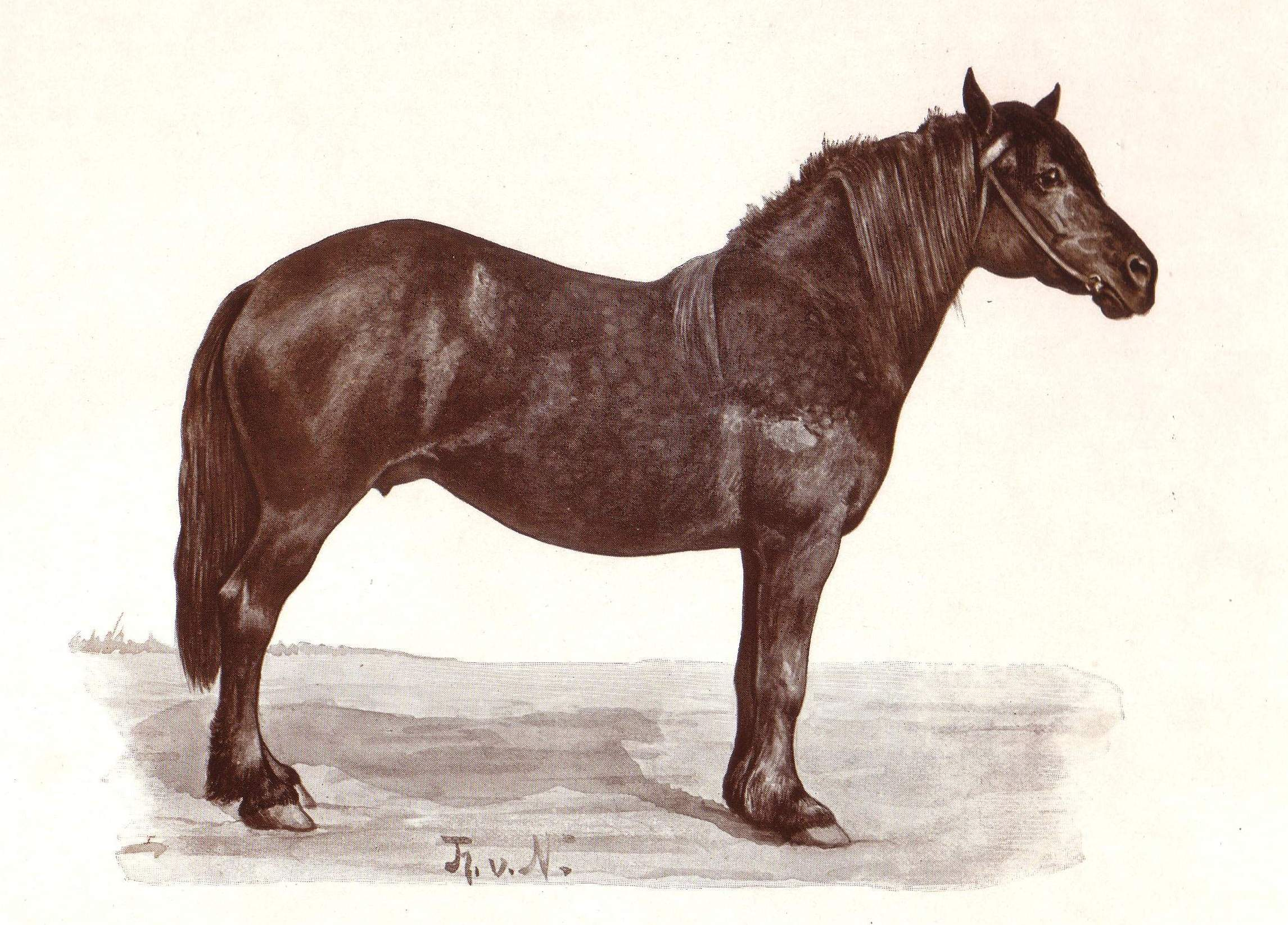
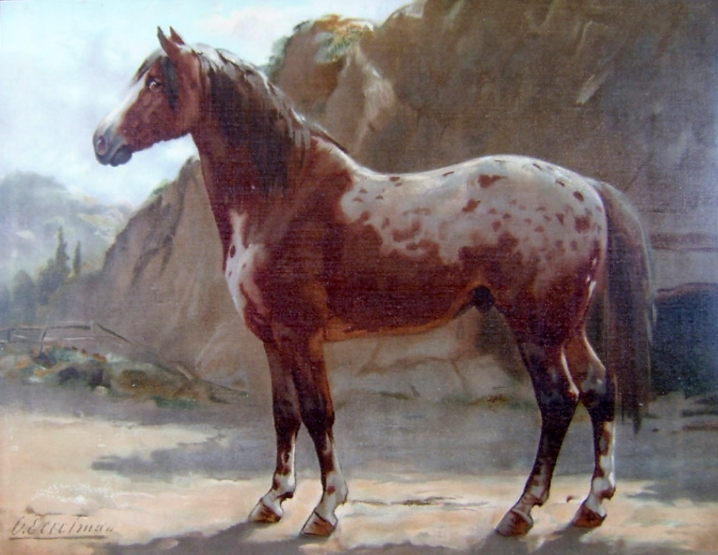
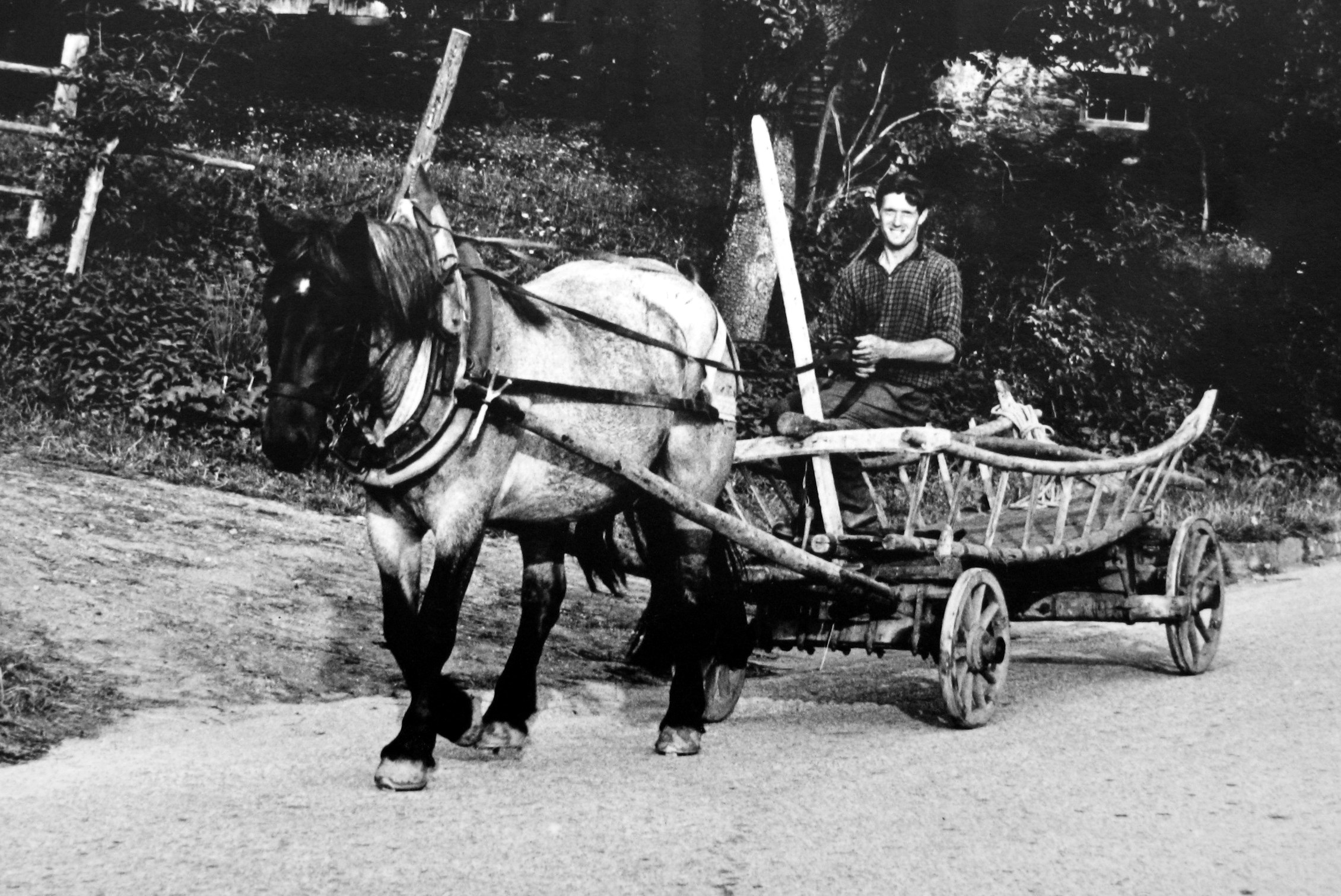